# Іващенко Віталій Вадимович
Іващенко Віталій Вадимович (12 грудня 1937, Сміла — 31 липня 2023, Київ) — український поет, театральний діяч, науковець, винахідник. Кандидат технічних наук (1966), доцент (1967) кафедри Механіки пластичності матеріалів і ресурсозберігаючих процесів Механіко-машинобудівного інституту Національного технічного університету України «Київський політехнічний інститут». Заслужений працівник культури УРСР (1989).

## Наукове життя
В. Іващенко закінчив з відзнакою КПІ.
Працював на кафедрі Механіки пластичності матеріалів і ресурсозберігаючих процесів Механіко-машинобудівного інституту з 1960 року, читав курси: «Технологія гарячого штампування та конструювання штампів», «Технологія виробництва ковальсько-штампувального устаткування та штампового оснащення», «Основи технології штампувального машинобудування», «Основи професійної діяльності».
Був керівником наукових робіт з віброімпульсного формування виробів із порошкових матеріалів та технології ячеїстозаповненої кераміки. Автор 100 друкованих наукових робіт (дві надруковані у США), у тому числі 24 винаходів. Винахідник СРСР. За впровадження наукових розробок у виробництво нагороджений двома медалями Виставки досягнень народного господарства СРСР.
На Полтавському гірничо-збагачувальному комбінаті (м. Комсомольськ) практично без ремонту працюють десятки років біля півтисячі гідроциклонів з карбіду кремнію, виготовлених Броварським заводом порошкової металургії за розробленою ним технологією.

## Театральне життя
В. Іващенко — організатор (1959) і художній керівник студентського комедійного Естрадного Театру Аматорів КПІ «ЕТА», драматург, режисер, актор. Театр «ЕТА» — лауреат всесоюзних фестивалів аматорського мистецтва. У 1987 році йому, єдиному в Україні студентському театру, рішенням Міністерства культури України і Київського виконкому було надано статус державного театру-студії. Протягом п'яти років (до 1992) він працював як професійний театр.
За роботу в театрі В. Іващенку присвоєне почесне звання Заслужений працівник культури УРСР (1989).

## Поетичне життя
Віталій Іващенко — автор 17-ти збірок філософської i любовної лірики: 8 українською, 6 російською мовами i три двомовні збірки. Його книга вибраних поезій «Ми — українці!» на Київському міжнародному книжковому ярмарку «Книжковий світ—2007» була нагороджена спеціальним дипломом «За вагомий внесок у розвиток української поезії». Має власний поетичний сайт [Архівовано 18 квітня 2014 у Wayback Machine.], де представлені усі книжки (які можна скачати безкоштовно), поетичні радіопередачі і відео презентацій книжок і поетичних телепередач.
Віталій Вадимович одного разу відзначив, що насправді ніколи не хотів бути поетом: «Мріяв стати інженером — став, вченим — став, і тут пішло… Першого вірша написав ще у сьомому класі, коли вперше закохався».
На поезії Віталія Іващенка написано біля тридцяти пісень різними композиторами. Одна з них, «Києве мій!» (композитор і виконавець Олег Слєпцов), нагороджена дипломом переможця на Міжнародному фестивалі сучасної пісні «Шлягер року» за 2005 рік.

## Радіотелевізійне життя
З 1975 по 2004 рік В. Іващенко — тележурналіст. Автор і ведучий науково-популярних програм «Інформація і науково-технічний прогрес», «Наука і життя», «Телетехнотека» та освітньо-публіцистичних циклів «Запитуйте — відповідаємо» і «Закон є закон». Автор двох документальних телефільмів: «Ніч народження Конституції» (1987), «Гордість України» (про Новокраматорський машинобудівний завод) і кількох навчальних телефільмів з кодифікації українського цивільного права.
Автор і виконавець телевізійного циклу (11 телепередач) «П'ять хвилин для душі».
Віталій Іващенко декілька разів брав участь у радіопрограмі Романа Коляди «Український вимір» на першому каналі Українського радіо, де популяризував свою творчість.

## Особисте життя
Батька звали Вадим, матір — Марія. Старший брат — військовий, ракетник. Помер ще до 2018 року. Молодший брат Євген — теж к.т.н., доцент КПІ.
Дружина Тетяна Костянтинівна, разом прожили п'ятдесят років. Мав чотирьох доньок. Старша Ольга загинула в автокатастрофі разом з чоловіком Славою. Дочекався чотирьох онуків.
Помер 31 липня 2023 року у Києві. 2 серпня, після прощання у Ритуальній залі міського онкологічного центру, похований на Жулянському цвинтарі.

## Нагороди і премії
- Диплом Державного комітету Ради Міністрів Української РСР по телебаченню і радіомовленню (1975)
- Заслужений працівник культури УРСР (1989)
- Спеціальний диплом Київського міжнародного книжкового ярмарку «Книжковий світ-2007» «За вагомий внесок у розвиток української поезії»
- Почесні грамоти Міністерства праці і соціальної політики (2002) і Міністерства юстиції України (2004)
- Диплом Міжнародного фестивалю сучасної пісні «Шлягер року-2005»

## Поетична бібліографія
Поетичні збірки
1. Українці! Прокидайтеся!
2. рос. О, Женщина!
3. рос. Вторая любовь
4. рос. Проснувшись утром, улыбнись!
5. рос. Нечаянная радость
6. Усмішки
7. Краплинки
8. Сьогодні живемо
9. Загляньмо в душу
10. Зернятка
11. Мозаїка життя

Збірки вибраного
1. рос. Слова любви
2. Ми — Українці!
3. Поезія кохання

CD, DVD
1. Пісні на слова Віталія Іващенка CD-mp3 (31 пісня)
2. Поезія Віталія Іващенка DVD (відео презентацій п'яти книжок, 11 телепередач «5 хвилин для душі», 31 пісня і аудіокомпозиція «Поезія кохання». Читає автор і звучать пісні на його слова).